# Plainville (Oise)
Plainville település Franciaországban, Oise megyében. Lakosainak száma 163 fő (2022. január 1.). Plainville Broyes, Chepoix, La Hérelle, Sérévillers és Welles-Pérennes községekkel határos.

## Népesség
A település népességének változása:
| Lakosok száma | 163  | 160  | 161  | 161  | 162  | 162  | 164  | 166  | 163  |
|               | 2013 | 2015 | 2016 | 2017 | 2018 | 2019 | 2020 | 2021 | 2022 |